# Parti australien du sexe
Le Parti australien du sexe  (Australian Sex Party) est un parti politique fédéral australien formé en 2008. Son chef est Fiona Patten (en).
En 2010, le parti compterait environ 2 000 membres.
En 2017, le parti fusionne avec le Parti des cyclistes australiens (Australian Cyclists Party) pour former le Parti de la raison (en) (Reason party),.

## Historique
Le parti a été officiellement fondé le 20 novembre 2008 à Melbourne lors du Sexpo (en). Il s'est enregistré comme parti politique à la Commission électorale australienne en août 2009.
Le parti a des liens avec la Eros Association, une association australienne de commerce de détail et de divertissement pour adulte dont Fiona Patten est le CEO. Un autre officier du parti, Robert Swan, est le directeur des communications de l'association.

## Résultats

### Élections partielles fédérales de 2009
Le parti a présenté des candidats aux élections partielles de Higgins (en) et de Bradfield (en) en novembre 2009. Ils ont obtenu environ 3 % des suffrages, se classant respectivement quatrième sur dix candidats et troisième sur vingt-deux.